# Lee Yu-bi
Lee Yu-bi (em coreano:  이유비; 22 de novembro de 1990) é uma atriz sul-coreana.

## Vida pregressa
Lee é filha dos atores Kyeon Mi-ri e Im Young-gyu. Seus pais se divorciaram em 1993. Quando sua mãe se casou novamente em 1998, seu padrasto, Lee Hong-heon legalmente adotou ela e sua irmã, Lee Da-in, que também é atriz.

## Carreira
Ela começou sua carreira na sitcom "Vampire Idol" de 2011, depois desempenhou papéis coadjuvantes em dramas de televisão "The Innocent Man" (2012), Gu Family Book (2013) e Pinocchio (2014), bem como nos filmes "The Royal Tailor" (2014) e "Twenty" (2015). Lee desempenha seu primeiro papel principal em Scholar Who Walks the Night, adaptado do webtoon sobre a Dinastia Joseon escola de vampiros. Seu papel foi na personagem "Jo Yang-sun" uma filha de um nobre cuja família perde tudo quando seu pai é acusado de traição.
Em 2017, Yu-bi estrelou ao lado de Minho do SHINee no web drama "Somehow 18" da JTBC. Em outubro de 2017, ela assinou com a nova agência "935 Entertainment".
Em 2018, Lee estrelou o drama médico, "A Poem a Day".

## Filmografia

### Filme
| Título | Função           | Notas               |
| ------ | ---------------- | ------------------- |
| 2014   | The Royal Tailor | Concubina real Soui |
| 2015   | Twenty           | So-hee              |

### Séries de televisão
| Ano  | Título                          | Função        | Rede | Notas                  |
| ---- | ------------------------------- | ------------- | ---- | ---------------------- |
| 2011 | Vampire Idol                    | Yu-bi         | MBN  |                        |
| 2012 | The Innocent Man                | Kang Choco    | KBS2 |                        |
| 2013 | Gu Family Book                  | Park Chung-jo | MBC  |                        |
| 2014 | Pinocchio                       | Yoon Yoo-rae  | SBS  |                        |
| 2015 | The Scholar Who Walks the Night | Jo Yang-sun   | MBC  |                        |
| 2016 | Uncontrollably Fond             | Lee Yu-bi     | KBS2 | pequena aparição ep. 4 |
| 2017 | 18 Again                        | Han Na-bi     | JTBC | Web series             |
| 2018 | A Poem a Day                    | Woo Bo-young  | tvN  |                        |
| 2021 | Joseon Exorcist                 | Eo-ri         | SBS  |                        |

### Show de variedades
| Ano  | Título                                 | Rede | Função |
| ---- | -------------------------------------- | ---- | ------ |
| 2014 | Inkigayo                               | SBS  | Host   |
| 2018 | Real Man 300                           | MBC  | Cast   |
| 2018 | Law of the Jungle in Last Indian Ocean | SBS  | Cast   |
| 2019 | Dogs Are Incredible                    | KBS2 | Host   |

### Vídeo de música
| Ano  | Título da música | Artista   |
| ---- | ---------------- | --------- |
| 2013 | "Reminisce"      | Huh Gak   |
| 2014 | "No More"        | Highlight |
| 2019 | "Bad Habits"     | Shaun     |

## Prêmios e indicações
| Ano  | Prêmio                        | Categoria                                 | Trabalho nomeado                    | Resultado |
| ---- | ----------------------------- | ----------------------------------------- | ----------------------------------- | --------- |
| 2012 | 2012 KBS Drama Awards         | Best New Actress                          | The Innocent Man                    | Nomeada   |
| 2013 | 49th Baeksang Arts Awards     | Best New Actress (TV)                     | The Innocent Man                    | Nomeada   |
| 2013 | 7th Mnet 20's Choice Awards   | 20's Booming Star - Female                | Gu Family Book and The Innocent Man | Ganhou    |
| 2013 | 2nd APAN Star Awards          | Best New Actress                          | Gu Family Book                      | Ganhou    |
| 2013 | 2013 MBC Drama Awards         | Best New Actress                          | Gu Family Book                      | Nomeada   |
| 2014 | 2nd Asia Rainbow TV Awards    | Best Supporting Actress                   | Gu Family Book                      | Nomeada   |
| 2014 | 2014 SBS Drama Awards         | New Star Award                            | Pinocchio                           | Ganhou    |
| 2015 | 52nd Grand Bell Awards        | Popularity Award                          | Twenty                              | Nomeada   |
| 2015 | 36th Blue Dragon Film Awards  | Best New Actress                          | Twenty                              | Nomeada   |
| 2015 | 2015 MBC Drama Awards         | Excellence Award, Actress in a Miniseries | Scholar Who Walks the Night         | Nomeada   |
| 2015 | 2015 MBC Drama Awards         | Best New Actress in a Miniseries          | Scholar Who Walks the Night         | Ganhou    |
| 2018 | 18th MBC Entertainment Awards | Rookie Award in Variety Category          | Real Man 300                        | Nomeada   |